# Escurial de la Sierra
Escurial de la Sierra ist ein westspanischer Ort und eine Gemeinde (municipio) mit 244 Einwohnern (Stand: 2024) in der Provinz Salamanca in der Autonomen Gemeinschaft Kastilien-León. 

## Lage und Klima
Escurial de la Sierra liegt etwa 58 Kilometer südwestlich von Salamanca in einer Höhe von etwa 960 m am Río Huebra. Südlich der Gemeinde beginnt der Espacio Natural de Las Quilamas. 
Das Klima ist gemäßigt bis warm; Regen (ca. 696 mm/Jahr) fällt hauptsächlich im Winterhalbjahr.

## Bevölkerungsentwicklung
| Jahr      | 1970 | 1981 | 1991 | 2001 | 2011 | 2021 |
| Einwohner | 651  | 371  | 352  | 306  | 269  | 241  |

Der Bevölkerungsrückgang seit den 1950er Jahren ist im Wesentlichen auf die Mechanisierung der Landwirtschaft, die Aufgabe von bäuerlichen Kleinbetrieben und den damit einhergehenden Verlust an Arbeitsplätzen zurückzuführen.

## Sehenswürdigkeiten
- Marinenkirche (Iglesia de Santa Marina)